# Turleque
Turleque es un municipio y localidad española de la provincia de Toledo, en la comunidad autónoma de Castilla-La Mancha. El término municipal tiene una población de 692 habitantes (INE 2024).

## Toponimia
El topónimo Turleque deriva de una mezcla de latín y árabe. Del latín turris ‘torre’, procede el prefijo tur–, mientras que la terminación leque es una partícula diminutiva característica del mozárabe, por lo que Turleque vendría a significar torrezuela o torrecilla.

## Geografía
El municipio linda con los términos municipales de Tembleque, Madridejos, Consuegra y Mora.

## Historia
La población asentada en el término de Turleque siguió los avatares del pasado de Consuegra cabeza, en todo momento, de la comarca.
Turleque, en una primera época, era un asentamiento agrícola perteneciente a Consuegra, donde los vecinos trabajaban las tierras y ocupaban en su descanso un caserío conocido como Los Turlequejos. Posteriormente es abandonado por lo insalubre del lugar, trasladándose hasta el actual casco urbano de la villa y en torno a una pequeña Iglesia fue surgiendo la actual población. Se aprovechó para su emplazamiento el lugar más alto de una suave loma, delimitada por el arroyo que discurre al Norte y la laguna de la Vega al sur. Esto condicionó en parte que el pueblo comenzará su expansión por el lado noroeste.
Puede que esta vinculación entre los dos pueblos se estableciera siglos atrás, como lo demuestra la existencia de restos de una importante villa romana, cercana al cruce de carreteras que conducen a Madridejos y Consuegra. Con toda seguridad esta villa romana era habitada por labradores procedentes de la cercana Consaburum, la actual Consuegra.
Así pues, sobre un antiguo estrato de población mozárabe frey Guillen de Mondragón, caballero sanjuanista, comendador de Consuegra, otorga al Concejo de Turleque carta-puebla en 1248, en donde se establecen los tributos que han de satisfacer sus moradores, basándose sus leyes en el Fuero de Consuegra.
El sistema empleado por la Orden de San Juan para su colonización se basó en repartir las tierras a quiñón, es decir, los pecheros recibían 30 hectáreas en régimen de año y vez, quedando exentos de tributar durante dos o tres años y a su vez recibían una casa o solar y una superficie de tierras para viñedo, arbolado y huerta. Aparte de los terrenos repartidos entre los colonos, sujetos a pago de tributos, la Orden tenía reservada una porción de tierra, denominada serna, así como las diferentes Casas de Tercia, donde se recaudaban los impuestos, tanto en especie como en metálico.
Hay otros lugares que figuran en esta Carta de Población, que a pesar de repoblarse en una primera época, desaparecen al abandonarse por sus moradores, quedando como quinterías.
Los turlequeños, recién estrenada su carta de población viven dedicados a la actividad agropecuaria. Es un pueblo en formación que depende totalmente de Consuegra, centro jurídico y administrativo del Priorato.
En 1521 tiene lugar el levantamiento de las "Comunidades de Castilla" contra el Emperador Carlos V. El campo de San Juan se alió con el emperador y los turlequeños fueron movilizados. Esta guerra quedó grabada en los habitantes de Turleque y en su entorno. La población por aquel tiempo evolucionaba de forma pausada y continuaban acudiendo a ella labradores de las localidades vecinas. 
Posteriormente, en 1751, y por orden de Fernando VI, Turleque alcanza su independencia total adquiriendo el título de villa, lo que suponía el poder administrar su propia justicia, de ahí la existencia del “rollo" o "picota” por esa época.
En 1749 el marqués de la Ensenada, ministro de Hacienda de Fernando VI, intenta implantar una contribución única, proporcional a la riqueza tanto del estado civil como eclesiástico. Con este motivo elabora un Catastro en el que el municipio y sus habitantes son registrados.
No fueron los comienzos del siglo XIX muy agraciados con la población, ya que en 1802, fruto del agua estancada en la vega, se desencadenó entre sus habitantes una epidemia de tercianas, que se prolongarían hasta bien entrado 1805, considerándose una auténtica catástrofe.
En 1837 la Desamortización de Mendizábal, ponen fin a la presencia de sanjuanistas en La Mancha, con la disolución de las órdenes religiosas y la incautación de sus bienes.
A mediados del siglo XIX, el lugar contaba con una población censada de 422 habitantes. La localidad aparece descrita en el decimoquinto volumen del Diccionario geográfico-estadístico-histórico de España y sus posesiones de Ultramar de Pascual Madoz de la siguiente manera:

TURLEQUE: v. con ayunt. en la prov. y dióc. de Toledo (8 leg.), part. jud. de Lillo (5), aud. terr. de Madrid (13), c. g. de Castilla la Nueva. sit. en el centro de una basta llanura, es de clima templado, reinan los vientos N. y S. y se padecen intermitentes; tiene 106 casas; la de ayunt.; cárcel; escuela dotada con 1,100 rs, á la que asisten 36 niños; igl. parr. (la Asuncion), con curato de entrada y de patronato del gran prior de San Juan, como perteneciente á su terr.: el edificio es nuevo, construido por el arquitecto Don Juan de Villanueva: tiene 2 torres iguales, con un frontispicio brillante; á los lados de la igl. están los cementerios, y en los afueras tocando á las casas por el S., hay una laguna, que ocupa 400 fan. de tierra de á 600 estadales, y luego que se llena es perjudicialisima á la pobl.: el gran prior mandó abrir hace 40 años, un cauce para desaguarla; mas no quedó tan perfecto que se consiguiese, y menos en el dia que está obstruido. Confina el térm. por N. con el de Villanueva de Bogas, al que se interpone el de Tembleque; E. este último y Madridejos; S. Consuegra, y O. Yébenes y Mora, cuyos pueblos dist. 2 y 3 leg., y comprende 10,000 fan., todas de labor, en terreno llano, muy escaso de aguas, bañándole únicamente el riach. Algodon á una leg. de la v., junto á la pequeña sierra que lleva el mismo nombre, pues los demas son arroyos de ninguna importancia, que desaguan en la citada laguna. Los caminos son vecinales; el correo se recibe en Tembleque por balijero tres veces á la semana. prod.: trigo, cebada, centeno, tranquillon, avena, escaña, titos, salicor y otras semillas de superior calidad; se mantiene ganado lanar y se cria caza menuda. ind.: un molino de viento, 4 tahonas, 2 alfarerias; se esportan los granos. pobl.: 106 vec., 422 alm. cap. prod.: 344,000 rs. imp.: 9,400. contr.: 15,500.
(Madoz, 1849, pp. 185-186)

En 1983 concluyen las obras de la presa de Finisterre, formándose el embalse del mismo nombre que en la actualidad constituye uno de los entornos naturales más importantes de esta localidad. 

## Demografía
Cuenta con una población de 692 habitantes (INE 2024).

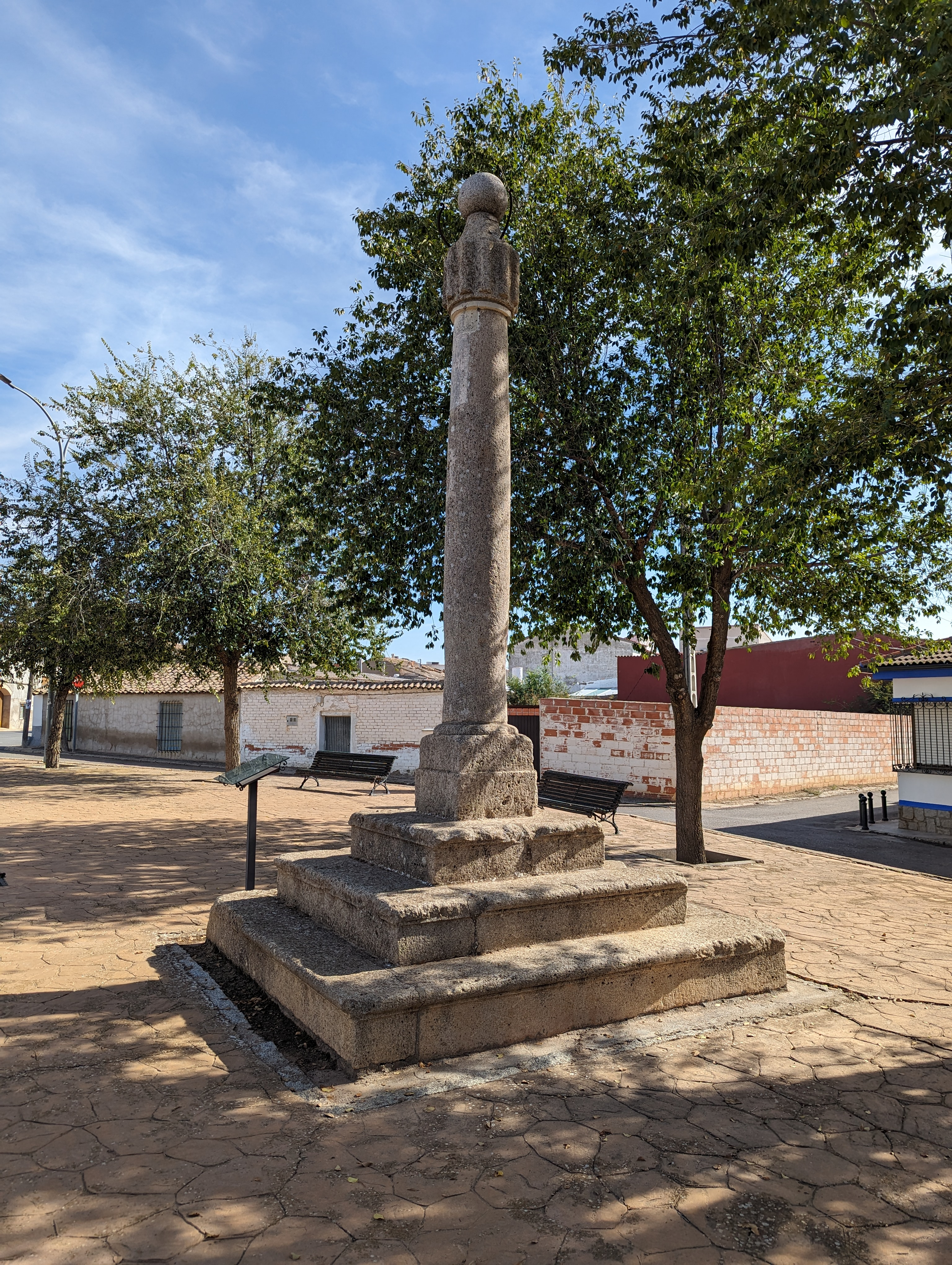
Rollo de justicia

| Gráfica de evolución demográfica de Turleque entre 1842 y 2021                                                        |
| |
| Población de derecho según los censos de población del INE. Población de hecho según los censos de población del INE. |

## Administración

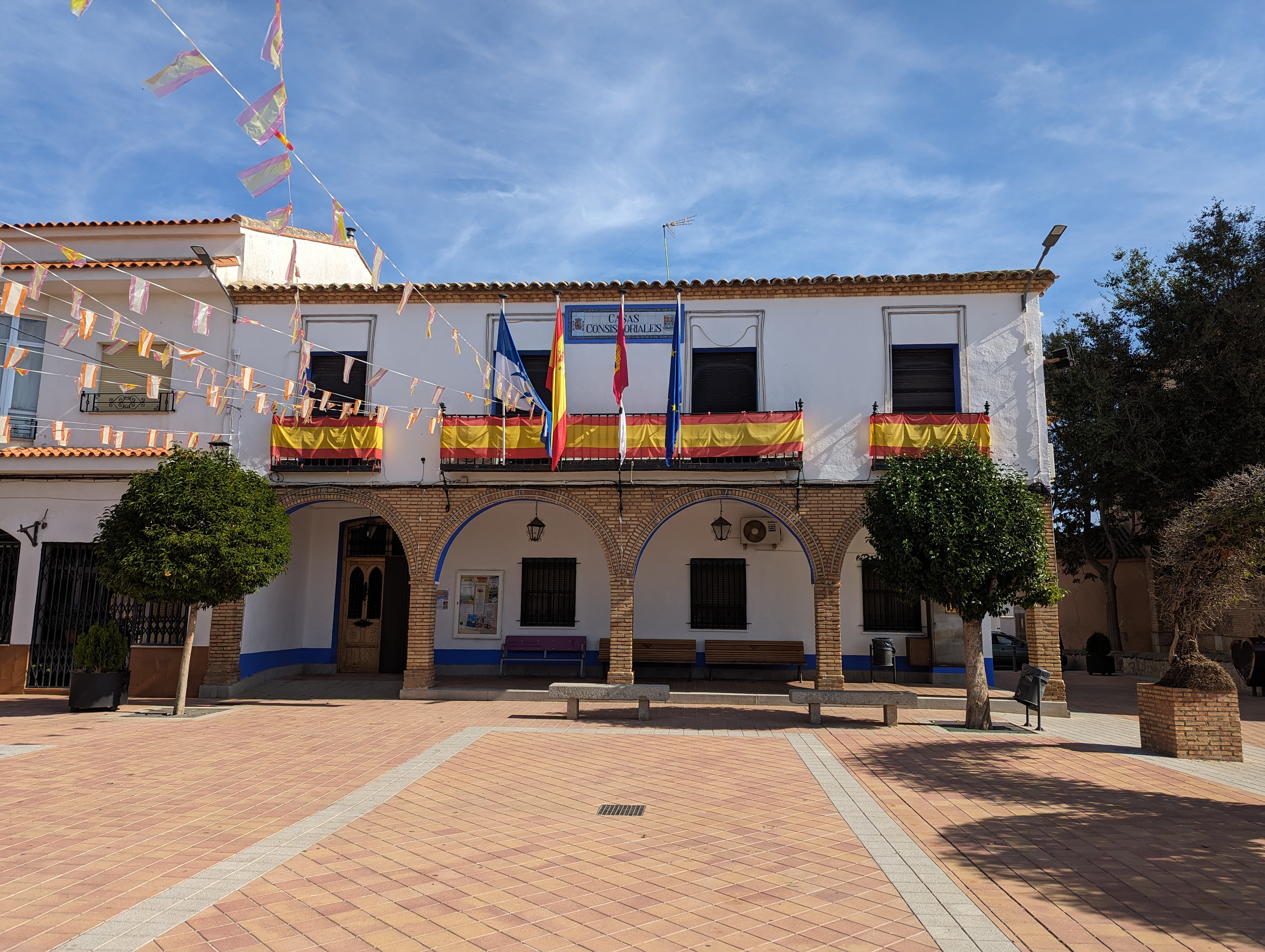
Casa consistorial

| Resultados de las elecciones municipales 2023 en Turleque |                                          |       |   |
| Candidaturas con representación                           |                                          |       |   |
| %                                                         | Concejales                               |       |   |
|                                                           | Partido Popular (PP)                     | 69,00 | 5 |
|                                                           | Partido Socialista Obrero Español (PSOE) | 30,57 | 2 |

| Alcalde [cita requerida]      | Inicio del mandato | Fin del mandato | Partido | Partido |
| José Camuñas Moraleda         | 1979               | 1983            |         | UCD     |
| Venancio Palmero Moraleda     | 1983               | 1987            |         | AP/PDP  |
| Agustín Ramos Sandoval        | 1987               | 1995            |         | PP      |
| Julián Moreno-Cid Contreras   | 1995               | 1999            |         | PP      |
| Alberto Carlos Amador Huélamo | 1999               | 2011            |         | PP      |
| Emilio Moraleda Moreno        | 2011               | 2015            |         | PP      |
| Mª del Pilar Martín Álvarez   | 2015               | 2019            |         | PP      |
| Mª del Pilar Martín Álvarez   | 2019               | 2023            |         | PP      |
| Mª del Pilar Martín Álvarez   | 2023               | -               |         | PP      |

## Patrimonio

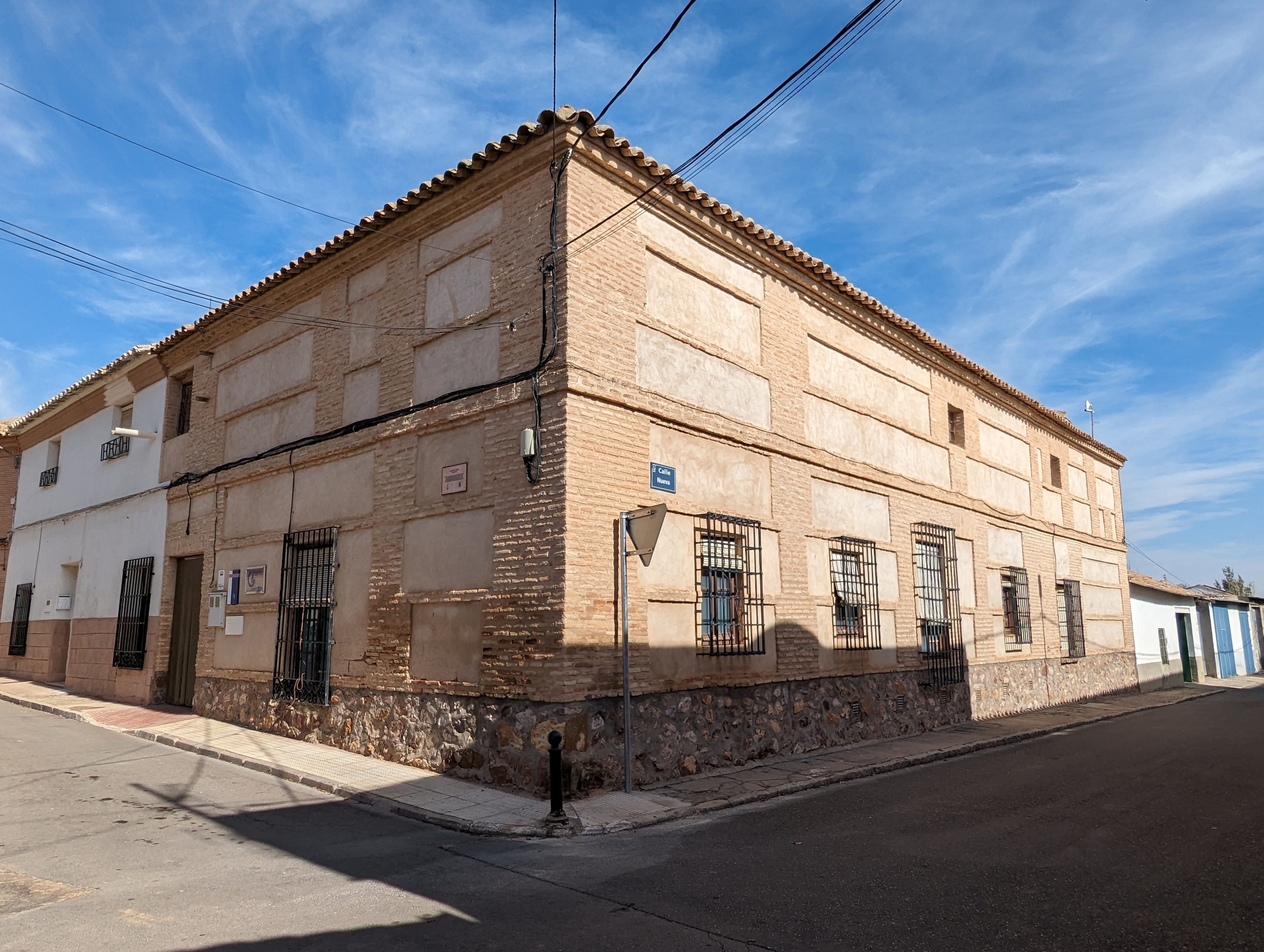
Casa de la Tercia, rehabilitada como consultorio médico

En la localidad se encuentran la iglesia de la Asunción, la Casa Tercia y el rollo de justicia.